# Corynabutilon bicolor
Corynabutilon bicolor är en malvaväxtart som först beskrevs av Rodolfo Amando Philippi och Karl Moritz Schumann, och fick sitt nu gällande namn av Thomas Henry Kearney. Corynabutilon bicolor ingår i släktet Corynabutilon och familjen malvaväxter. Inga underarter finns listade i Catalogue of Life.